# Nathan Post
Nathan Woodworth Post (* 3. August 1881 in Fonda, Pocahontas County, Iowa; † 30. Mai 1938) war ein US-amerikanischer Marineoffizier. Im Jahr 1913 und nochmals im Jahr 1914 war er jeweils für kurze Zeit kommissarischer Militärgouverneur von Amerikanisch-Samoa.

## Werdegang
Im Jahr 1904 absolvierte Nathan Post die United States Naval Academy in Annapolis (Maryland). Danach begann er eine lange Offizierslaufbahn in der United States Navy. Am Ende seiner Laufbahn hatte er den Rang eines Captains erreicht. Er diente zunächst auf dem Schlachtschiff USS Louisiana und war dann Personaloffizier im 12. Marinebezirk. Im Jahr 1910 leitete er die Anwerbungsstelle der Marine in Omaha (Nebraska).
Zwischen dem 14. März und dem 14. Juli 1913 sowie vom 2. Oktober bis zum 6. Dezember 1914 war er kommissarischer Gouverneur von Amerikanisch-Samoa. Während des Ersten Weltkrieges diente er ebenfalls in der Marine. Im Jahr 1931 erhielt er das Kommando über den Kreuzer Detroit. Er starb am 30. Mai 1938.